# Listă cu genurile și stilurile muzicale
Aceasta este o listă cu genuri și stiluri muzicale . Muzica poate fi descrisă în termeni de multe genuri și stiluri. De aceea, clasificările sunt adesea arbitrare și pot fi contestate, iar formele care sunt strâns legate deseori se suprapun. Genurile și stilurile mai mari cuprind subcategorii mai specifice.